# Greenville Valley
Greenville Valley är en dal i Antarktis. Den ligger i Östantarktis. Nya Zeeland gör anspråk på området.